# Håslövs ängar
Håslövs ängar är ett naturreservat i Kristianstads kommun i Skåne län.
Området är naturskyddat sedan 1967 och är 525 hektar stort. Reservatet utgörs av strandängar på en flack halvö i Hammarsjön. 